# Jon Heder
Jonathan Joseph "Jon" Heder (n. el 26 de octubre de 1977) es un actor y comediante y realizador de cine estadounidense. Su debut en el cine fue en 2004 en la película Napoleon Dynamite. Actuó además en The Benchwarmers, School for Scoundrels, Blades of Glory, Mama's Boy, y When in Rome, además de ser actor de voz en las películas Monster House y Surf's Up, además de la serie televisiva Napoleon Dynamite.

## Biografía
Heder nació en Fort Collins, Colorado, hijo de Helen (de soltera Brammer) y del médico James Heder.  Tiene un hermano gemelo idéntico, Dan, una hermana mayor, Rachel;  un hermano mayor, Doug;  y dos hermanos menores, Adam y Matt. Su familia es de ascendencia sueca. Cuando tenía alrededor de dos años, él y sus padres se mudaron a la ciudad de  Salem, en el Estado de Oregón. Asistió a Walker Middle School en Salem y se graduó de South Salem High School en 1996, donde fue miembro del equipo de natación y del club de teatro.  También fue un Boy Scout, y sirvió como un Scoutmaster en 2010.
Exalumno de la Universidad Brigham Young en 2002, Heder trabajó en el cortometraje de animación Pet Shop.  Cuando su carrera como actor ganó fuerza, no regresó para completar el trabajo que había comenzado en el corto, aunque su nombre todavía aparece en los créditos.  Mientras asistía a BYU, se hizo amigo de Jared Hess y protagonizó el cortometraje Peluca de Hess, que luego se expandió a Napoleon Dynamite.

## Vida personal
Heder está casado con Kirsten Bales desde 2002, y la conoció mientras asistía a la Universidad Brigham Young.  Jon Heder y su esposa e hijos son miembros de  La Iglesia de Jesucristo de los Santos de los Últimos Días, viven con sus cuatro hijos en Santa  Clarita, California.

## Filmografía
| Año  | Película                                       | Rol                        | Notas                                                                       |
| ---- | ---------------------------------------------- | -------------------------- | --------------------------------------------------------------------------- |
| 2000 | The Wrong Brother                              | Miembro de la audiencia    |                                                                             |
| 2000 | Funky Town                                     | Oficial Hardy              | acreditado como Jonathan Heder                                              |
| 2003 | Peluca                                         | Seth                       |                                                                             |
| 2004 | Napoleon Dynamite                              | Napoleon Dynamite          | Papel principal                                                             |
| 2005 | Just Like Heaven                               | Darryl                     | Papel de reparto                                                            |
| 2005 | Tankman Begins                                 | Batman                     | Película de TV                                                              |
| 2006 | The Benchwarmers                               | Clark Reedy                | Papel principal                                                             |
| 2006 | Monster House                                  | Reginald "Skull" Skulinski | Voz                                                                         |
| 2006 | School for Scoundrels                          | Roger                      | Papel principal                                                             |
| 2007 | The Sasquatch Gang                             | Lazer Tag Employee         | Cameo                                                                       |
| 2007 | Blades of Glory                                | Jimmy MacElroy             | Papel principal                                                             |
| 2007 | Surf's Up                                      | Chicken Joe                | Voz                                                                         |
| 2007 | Moving McAllister                              | Orlie                      | Papel principal                                                             |
| 2007 | Mama's Boy                                     | Jeffrey McMannus           | Papel principal                                                             |
| 2008 | Sockbaby 4                                     | Manatu                     |                                                                             |
| 2010 | When in Rome                                   | Lance                      |                                                                             |
| 2010 | Woke Up Dead                                   | Drex Greene                | Papel principal                                                             |
| 2010 | For Ellen                                      | TBA                        | (preproducción)                                                             |
| 2010 | Alive and Well                                 | Oliver Vale                | (preproducción)                                                             |
| 2010 | Three Men Seeking Monsters                     |                            | En desarrollo                                                               |
| 2010 | Loudermilk                                     |                            | En desarrollo                                                               |
| 2010 | Mr. Machine                                    |                            | En desarrollo                                                               |
| 2011 | Life Happens                                   | Wrong Number Caller        | Cameo                                                                       |
| 2011 | Legend of Kung Fu Rabbit                       | Fu                         | Voz                                                                         |
| 2012 | For Ellen                                      | Fred Butler                |                                                                             |
| 2012 | Drained                                        |                            | Producer Short DC Independent Film Festival for Best Experimental/Animation |
| 2012 | Peter at the End                               | Peter                      | corto                                                                       |
| 2013 | Pororo, The Racing Adventure                   | Mango                      | voz                                                                         |
| 2013 | Killing Winston Jones                          | Edwin Jones                | Post-production                                                             |
| 2013 | Bud Selig Must Die                             | Tim                        | Short Complete                                                              |
| 2013 | Buddy Holly Is Alive and Well on Ganymede      | Oliver Vale                |                                                                             |
| 2013 | On Top of the World                            | Russian Cosmonaut          | Music video cameo                                                           |
| 2014 | Reality                                        | Denis                      |                                                                             |
| 2014 | My Dad Is Scrooge                              | Raffi                      | voz                                                                         |
| 2015 | Walt Before Mickey                             | Roy Disney                 |                                                                             |
| 2015 | Christmas Eve                                  | James                      | Also known as Stuck                                                         |
| 2015 | Weepah Way for Now                             | Ernie                      |                                                                             |
| 2015 | Huevos: Little Rooster's Egg-cellent Adventure | Mickey Mallard             | Voice                                                                       |
| 2015 | A Mouse Tale                                   | Sir Jonas                  | Voz                                                                         |
| 2016 | Bling                                          | Wilmer                     | Voz                                                                         |
| 2016 | Ghost Team                                     | Louis                      |                                                                             |
| 2016 | The Tiger Hunter                               | Alex                       |                                                                             |
| 2017 | Surf's Up 2: WaveMania                         | Chicken Joe                | Voz                                                                         |
| 2024 | Thelma la unicornio                            | Reggie                     |                                                                             |